# Azygobothria aurea
Azygobothria aurea är en tvåvingeart som beskrevs av Townsend 1911. Azygobothria aurea ingår i släktet Azygobothria och familjen parasitflugor.
Artens utbredningsområde är Peru. Inga underarter finns listade.